# Marilyn Burns
Marilyn Burns (Erie, 7 mei 1949 – Houston, 5 augustus 2014) was een Amerikaans actrice.
Burns' doorbraak kwam in de horrorfilm waarin ze te zien was. Deze film was Tobe Hoopers The Texas Chain Saw Massacre, een van de bekendste horrorfilms ooit. In 1977 was ze ook in Hoopers Eaten Alive te zien.
In 1976 had Burns een rol in Helter Skelter, een televisiefilm over het leven van Charles Manson. In 1981 was ze te zien in Kiss Daddy Goodbye, in 1985 in Future-Kill en in 1994 had ze nog een figurantenrol in The Return of the Texas Chainsaw Massacre. In 2013 speelde ze een kleine rol in Texas Chainsaw 3D en in 2014 speelde ze in Sacrament in datzelfde jaar overleed zij op 65-jarige leeftijd.
Ze werd in haar eigen woning te Houston, door haar broer dood aangetroffen.

## Films
| Jaar | Titel                                                          | Rol                                  | Opmerkingen                  |
| ---- | -------------------------------------------------------------- | ------------------------------------ | ---------------------------- |
| 1970 | Brewster McCloud                                               | Tourgids                             | onvermeld                    |
| 1974 | Lovin' Molly                                                   | Sarah / Molly                        | onvermeld                    |
| 1974 | The Texas Chain Saw Massacre                                   | Sally Hardesty                       |                              |
| 1975 | The Great Waldo Pepper                                         | Toeschouwer                          | onvermeld                    |
| 1976 | Helter Skelter                                                 | Linda Kasabian                       | tv-miniserie                 |
| 1977 | Eaten Alive                                                    | Faye                                 |                              |
| 1981 | Kiss Daddy Goodbye                                             | Nora Dennis                          |                              |
| 1983 | Escape from El Diablo                                          | Carmen                               | onvermeld                    |
| 1984 | Terror in the Aisles                                           | Sally Hardesty                       | documentaire, archiefbeelden |
| 1985 | Future-Kill                                                    | Dorothy Grim                         |                              |
| 1994 | The Return of the Texas Chainsaw Massacre: The Next Generation | Sally Hardesty/Patiënte op stretcher | onvermeld                    |
| 2000 | Texas Chain Saw Massacre: The Shocking Truth                   | Haarzelf                             | documentaire                 |
| 2004 | Still Chainsaw After All These Years                           | Haarzelf                             | documentaire                 |
| 2007 | 5ive Minutes with Marilyn                                      | Haarzelf                             | documentaire                 |
| 2012 | Butcher Boys                                                   | Ruth                                 |                              |
| 2013 | Texas Chainsaw 3D                                              | Verna Carson/Sally Hardesty          |                              |
| 2014 | Sacrament                                                      | Beulah Standifer                     |                              |
| 2014 | Scream Queens: Horror Heroines Exposed                         |                                      | documentaire, eerbetoon      |
| 2017 | In a Madman's World                                            | Mrs. Hill                            | postuumrelease               |

- Biblioteca Nacional de España: XX4823728
- Bibliothèque nationale de France: cb14160387v (data)
- Gemeinsame Normdatei: 1181821916
- International Standard Name Identifier: 0000 0000 6548 0026
- Library of Congress Control Number: n2001020602
- Nationale Bibliotheek van Tsjechië: xx0175433
- Nederlandse Thesaurus van Auteursnamen: 069251320
- Système universitaire de documentation: 12959847X
- Virtual International Authority File: 261179213